# Bój pod Adamową Górą

Bitwa nad Bzurą –16 września 1939

Bój pod Adamową Górą – wrześniowe walki polskiej 25 Dywizji Piechoty z wojskami III Rzeszy; epizod bitwy nad Bzurą (III faza).

## Sytuacja ogólna
W dniach 13–15 września  Armia „Pomorze” przeprowadziła natarcie na Skierniewice i Łowicz, a pod jego osłoną w kierunku Warszawy przegrupowały się pozostałe siły Grupy Armii gen. Tadeusza Kutrzeby. Fiasko polskiego natarcia i odwrót całości Armii „Pomorze" na lewy brzeg Bzury spowodowały zacieśnianie się wokół zgrupowania polskich armii pierścienia okrążenia realizowanego przez siedemnaście niemieckich dywizji. 16 września Polacy rozpoczęli przebijanie się z powstałego kotła.

## Przebieg działań
Na cofające się oddziały polskie walczące nad Bzurą koncentrycznie uderzyły dwie niemieckie dywizje pancerne: od południa 1 Dywizja Pancerna, a od północy 4 Dywizja Pancerna generała Georga Reinhardta, wsparta zmotoryzowanym pułkiem piechoty SS LAH SS. Zamknięcie okrążenia Niemcy planowali w okolicach dworu Ruszki. Przerwana została słaba polska osłona koło folwarku Żuków, a niemieckie czołgi uderzyły na koncentrującą się 25 Dywizję Piechoty generała Franciszka Altera. Najbardziej zagrożonym kierunkiem był rejon Adamowej Góry i dworu Ruszki. Około 13.00 broniący się tu żołnierze III/56 pułku piechoty majora Władysława Grocholi cofnęli się do Folwarku Sokule. Obrońców skutecznie wspomogły jednak pododdziały 60 pp i 29 pp, które powstrzymały piechotę nieprzyjacielską, a wysunięte do przodu czołgi niemieckich 1 i 6 kompanii  ppor. Gerharda Langego i Hansa von Cossela zatrzymał ogień 4 i 6 baterii z 17 pułku artylerii lekkiej, dowodzonych przez podporucznika Adama Czartoryskiego i kapitana Ludwika Głowackiego. Czołgi niemieckie wycofały się na całej szerokości pasa działania, rezygnując z połączenia się z 1 Dywizją Pancerną.
Powstrzymanie naporu atakujących wojsk niemieckich było niewątpliwym sukcesem 25 Dywizji Piechoty generała Franciszka Altera i artylerzystów z 17 pal. Niemniej jednak sukces ten nie mógł powstrzymać Niemców na całej szerokości trwającej wielkiej bitwy.

## Wojska
| Pułki                           | Dowódcy                    |
| ------------------------------- | -------------------------- |
| 29 pułk Strzelców Kaniowskich   | ppłk Florian Gryl          |
| 56 pułk Piechoty Wielkopolskiej | płk Wojciech Jan Tyczyński |
| 60 pułk Piechoty Wielkopolskiej | ppłk Marian Frydrych       |
| 17 pułk artylerii lekkiej       | ppłk Stanisław Piwakowski  |

| Dywizje            | Dowódcy                   |
| ------------------ | ------------------------- |
| 1 Dywizja Pancerna | gen. Rudolf Schmidt       |
| 4 Dywizja Pancerna | gen. Georg-Hans Reinhardt |